# Лидски рејон
Лидски рејон (блр. Лідскі раён; рус. Лидский район) административна је јединица другог нивоа у централном делу Гродњенске области у Републици Белорусији.
Административни центар рејона је град Лида.
Недалеко од села Докудово 1 пролази један сегмент формације Струвеовог геодетског лука. Једна од најпознатијих грађевина у рејону је Лидски замак изграђен у првој половини XIV века.

## Географија
Лидски рејон обухвата територију површине 1.566,74 км² и на 6. је месту по површини међу рејонима Гродњенске области. Ограничен је Шчучинским рејоном на западу, Дзјатлавским на југу, Навагрудским и Ивјевским на истоку и Воранавским рејоном на северу.
Највећи део рејона налази се у области Лидске равнице, док је мањи део на југу у зони Њеменске низије. Просечне надморске висине крећу се између 140 и 200 метара, док је максимална висина 207 м (око 8 км северно од града Лиде). Најважнији водотоци на подручју рејона су Њемен, Гавја, Жижма, Дитва и Лидзеја.
Просечна јануарска температура у рејону је око −5,8 °C, јулска 17,4 °C, док је просечна годишња сума падавина 660 мм. Вегетациони период траје 194 дана. Под шумама је око 24% територије, док је високо замочварено 3,6% земљишта (Дитванска, Докудовска и Жижманска мочвара). Докудовска мочвара има статус резервата природе под заштитом државе (површине 7,8 хиљада хектара).

## Историја
Рејон је успостављен 15. јануара 1940. године.

## Демографија
Према резултатима пописа из 2009. на том подручју стално је било насељено 135.096 становника или у просеку 86,12 ст/км², и најнасељенији је рејон Гродњенске области. Највећи део становништва (око 100 хиљада живи у подручју града Лиде).
| 1959.  | 1970.   | 1979.   | 1989.   | 1999.   | 2009.   |
| ------ | ------- | ------- | ------- | ------- | ------- |
| 89.411 | 105.972 | 121.480 | 140.739 | 147.551 | 135.096 |

Основу популације чине Белоруси (51,38%) и Пољаци (35,28%), те Руси (9,35%), Украјинци (1,68%) и остали (2,31%).
Административно, рејон је подељен на подручје градова Лида (који је уједно и административни центар рејона) и Бјарозавка и на 15 сеоских општина. На територији рејона постоји укупно 276 насељених места.